# Johan Gunder Adler
Johan Gunder Adler, född 5 mars 1784 och död 26 maj 1852, var en dansk-norsk politisk författare.

## Biografi
Adler blev lektor i Fredrikshald 1812. I samarbete med Magnus Falsen, sin vän från skoltiden, gjorde Adler i februari 1814 ett utkast till grundlag för Norge, som tjänade som förebild till grundloven av den 17 maj. Adler blev kabinettssekreterare hos Norges kung Kristian Fredrik, följde denne till Danmark och stannade i hans tjänst, och blev 1840 kunglig kabinettssekreterare.